# Ноам Емеран
Ноам Фріц Емеран (нар. 24 вересня 2002) — французький футболіст, нападник голландського клубу «Гронінген».

## Клубна кар'єра

### Ранній період кар'єри
Емеран розпочав свою кар'єру в бельгійському ФК «Брюссель», після чого приєднався до академії «Ентенте» у 2011 році. З 2017 по 2019 роки виступав за «Ам'єн», привернувши до себе увагу таких клубів, як «Барселона», «Ювентус» і «Парі Сен-Жермен».

### Манчестер Юнайтед
Емеран підписав свій перший професійний контракт з «Манчестер Юнайтед» у листопаді 2019 року.
12 липня 2023 року Ноам забив гол у ворота «Лідс Юнайтед» у передсезонному товариському матчі в Норвегії.

### Гронінген
24 серпня 2023 року Емеран підписав чотирирічний контракт з нідерландським клубом «Гронінген».

## Збірна
У 2017 році Ноам Емеран провів дві гри в складі юнацької збірної Франції (U-16).